# Fritz-Günter Schauwienold
Fritz-Günter Schauwienold (* 12. Oktober 1934 in Bochum) ist ein deutscher Wirtschaftsjurist und Sportfunktionär.

## Werdegang
Schauwienold studierte Rechtswissenschaften in Tübingen und Bonn, wo er 1960 mit seiner Arbeit Die Bewegungsfreiheit der auswärtigen Gewalt der Bundesrepublik Deutschland nach dem Grundgesetz zum Dr. jur. promovierte. Während seines Studiums wurde er 1954 Mitglied der Burschenschaft Derendingia Tübingen. Er war Stellvertretender Hauptgeschäftsführer der IHK zu Dortmund. Zusätzlich übte er folgende Tätigkeiten aus:
- Alleingeschäftsführer der IHK-Ausbildungs-GmbH Dortmund,
- Geschäftsführendes Vorstandsmitglied der Wettbewerbszentrale Dortmund e. V.,
- Mitglied des Beirats der DT. Wettbewerbszentrale Frankfurt/Main,
- Vorsitzender des Vorstands der Gesellschaft für Technik und Wirtschaft e. V. Dortmund,
- Stv. Vorsitzender des Bürgschaftsausschusses der Kreditgarantiegemeinschaft des Landes NRW Düsseldorf,
- Mitglied des Zulassungsausschusses für Wirtschaftsprüfer beim LWM Düsseldorf,
- Mitglied des Beirats der Rheinisch-Westfälischen Auslandsgesellschaft Dortmund,
- Mitglied der Kammerrechtskommission und des Rechtsausschusses des Deutschen Industrie- und Handelskammertages, Berlin,
- Von 1986 bis 1995 war er Lehrbeauftragter für Wirtschaftsrecht im Fachbereich Wirtschaft der Hochschule Bochum (früher FH Bochum).
- Daneben bekleidete er zahlreiche ehrenamtliche Tätigkeiten, unter anderem als Vizepräsident (1983–1985) und Präsident (1985–1991) des  Schwimmverbandes Nordrhein-Westfalen (SVNRW).
- Von 1960 bis 1972 war er 1. Vorsitzender im Linden-Dahlhauser Schwimmverein 1921 e. V. (LDSV), Bochum
- Seit 1972 ist er Ehrenvorsitzender des LDSV.[2]
- Von 1967 bis 1991 war er Vorsitzender der Fachschaft Schwimmen des Stadtsportbundes Bochum.

## Ehrungen
- Verdienstkreuz 1. Klasse der Bundesrepublik Deutschland
- Sportplakette des Landes Nordrhein-Westfalen
- Goldplakette der Industrie- und Handelskammer zu Dortmund
- Ehrenpräsident des Schwimmverbandes Nordrhein-Westfalen
- Ehrenmitglied der Regionalversammlung der Regionalkammer Zwickau der IHK Chemnitz